# Горњи Липовић
Горњи Липовић (мкд. Горни Липовиќ) је насеље у Северној Македонији, у југоисточном делу државе. Горњи Липовић је у саставу општине Конче.

## Географија
Горњи Липовић је смештен у југоисточном делу Северне Македоније. Од најближег града, Радовишта, насеље је удаљено 25 km јужно.
Насеље Горњи Липовић се налази у историјској области Лукавица. Насеље је положено у долини реке Криве Лукавице, на приближно 510 метара. Долина је затворена планинама - ка југу се издиже Градешка планина, а ка истоку Смрдеш.
Месна клима је планинска због знатне надморске висине.

## Становништво
Горњи Липовић је према последњем попису из 2002. године имао 163 становника.
Претежно становништво су етнички Македонци. 
Већинска вероисповест месног становништва је православље.